# المقبة
المَقَبَّة (بالمالطية: L-Imqabba)‏ هي مدينة تقع في المنطقة الجنوبية من مالطا. لديها تخطيط قرية مالطية تقليدية، يبلغ عدد سكانها حوالي 3300 نسمة. النقطة المحورية هي كنيسة أبرشية الرعية، الموجودة في قلب القرية. لديها ناديين للفرقة وعدد من الحدائق وقائمة بالآثار الوطنية .

## حول
تعدّ قرية المقبّة 3315 نسمة، وهي تتميز بخصائص قرية مالطية نموذجية، مع سكون يسود في شوارع القرية الصغيرة. بنيت مقابة حول كنيسة الرعية، معلم القرية. الكنيسة مكرّسة للافتتاح، ويقام عيدها كل 15 أغسطس. يتم الاحتفال بعيد سيدة الزنابق في الأحد الثالث من شهر يونيو.

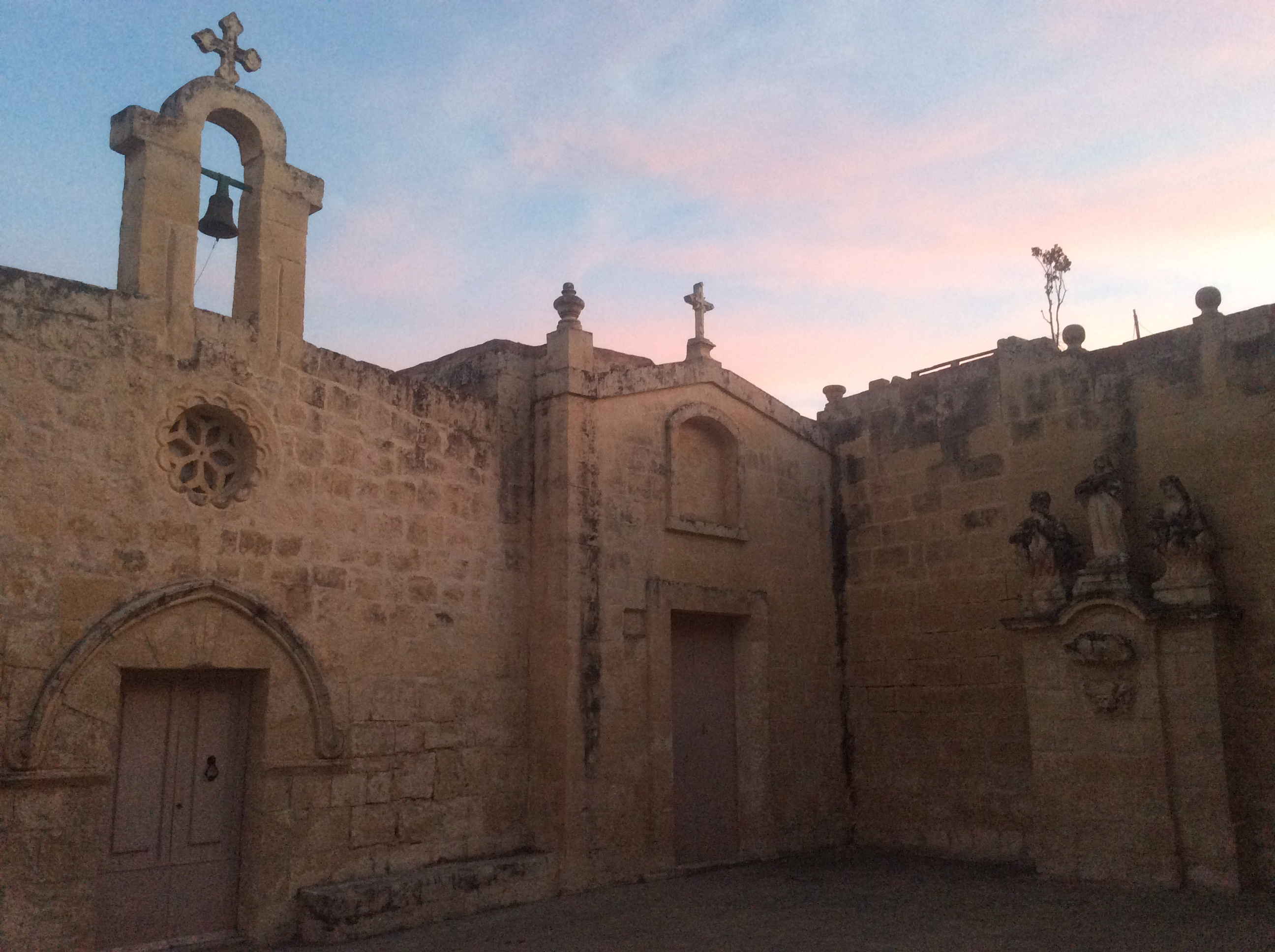
مصليات سانت باسيل وسانت مايكل ، على التوالي

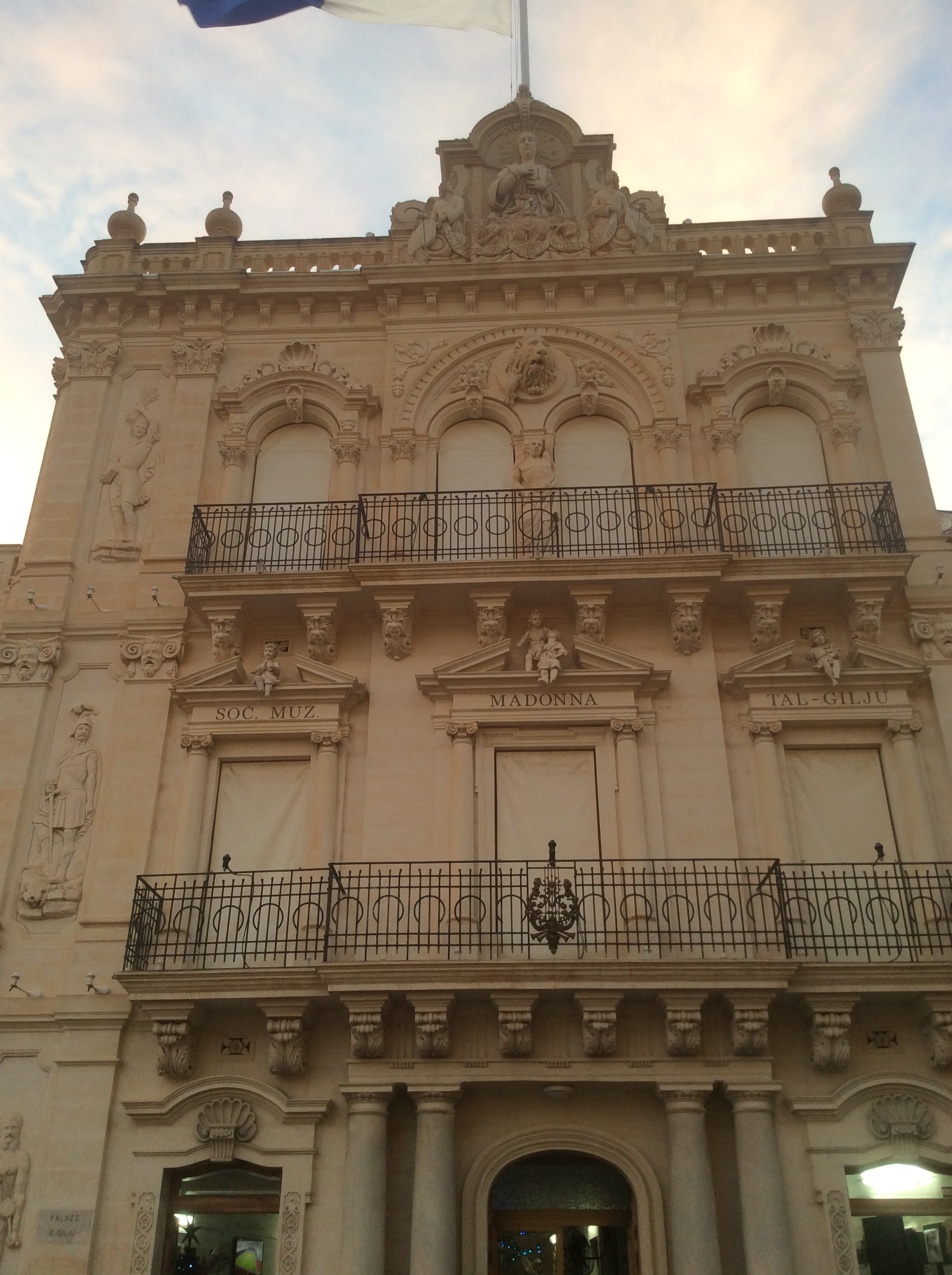
قصرالزنابق

## مناطق في المقبّة
- حَيُّ المَطْلَعِ (بالمالطية: Ħajt tal-Matla)
- الملييري (بالمالطية: Ħal Millieri)
- مُنْتِنَة (بالمالطية: Mintna)
- تَلُّ كَنْجَةَ (بالمالطية: Ta 'Kandja)
- تَلُّ الحَجَرَةِ (بالمالطية: Tal-Ħaġra)
- تَلُّ الأَنْدِيرِ (بالمالطية: Tal-Landier)
- تَلُّ وِلْجَةَ (بالمالطية: Tal-Wilġa)
- تَلُّ السَّائِبَةِ (بمالطية: Tas-Sejba)
- تَلُّ الشَّنْطِينِ (بالمالطية: Tax-Xantin)
- تَلُّ الشَّطْبَةِ الحَمْرَاءِ (بالمالطية: Tax-Xatba l-Ħamra)

## روابط خارجية
- مجلس المقبة المحلي